# シェラン郡 (ワシントン州)
シェラン郡（英: Chelan County、[ʃəˈlæn]）は、アメリカ合衆国ワシントン州の郡である。人口は7万9074人（2020年）。郡庁所在地はウェナッチーであり、郡内では人口最大の都市である。コロンビア川西岸にあり、対岸はダグラス郡である。郡名はシェラン族インディアンから採られ、「深い水域」を意味し、水深453m、長さ88kmに及ぶシェラン湖を指すものと考えられる。
シェラン郡は1899年3月13日にオウカノガン郡とキッティタス郡の一部を併せて設立された。

## 地理
アメリカ合衆国国勢調査局に拠れば、郡域全面積は2,994平方マイル (7,754 km2)であり、このうち陸地は2,921平方マイル (7,565 km2)、水域は72平方マイル (185 km2)で水域率は2.41%である。

### 特徴的な地形

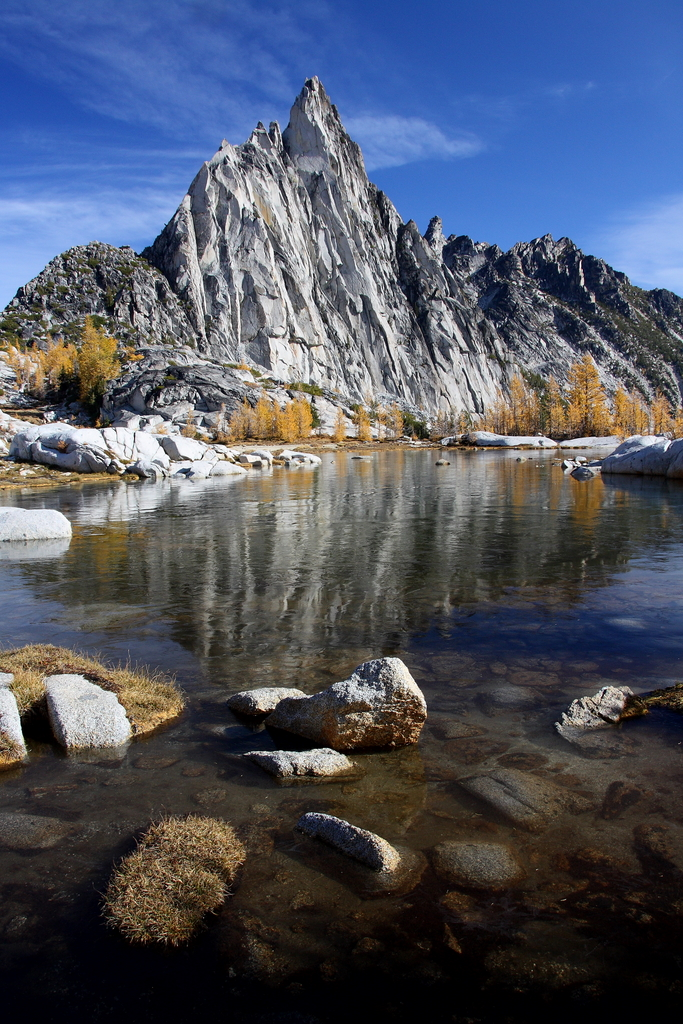
エンチャントメントにあるプルシク峰

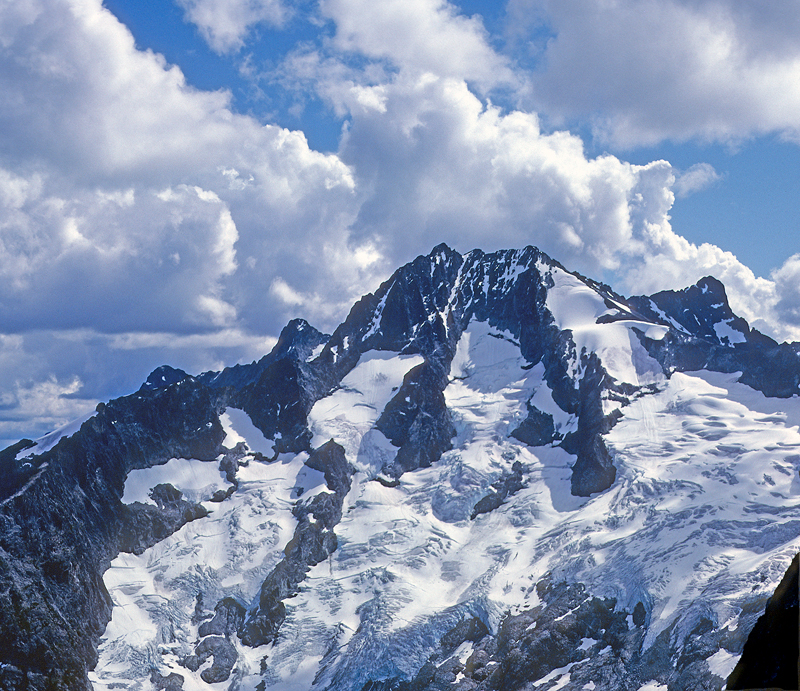
ボナンザ峰

- カスケード山脈
- シェラン川
- チワウカム山脈
- コロンビア川
- スチュアート山脈
- エンチャントメント
- ボナンザ峰、シェラン郡の最高地点
- シェラン山脈
- エンティアト山脈

### 主要高規格道路
- アメリカ国道2号線
- アメリカ国道97号線

### 隣接する郡
- オウカノガン郡 - 北東
- ダグラス郡 - 東
- キッティタス郡 - 南
- キング郡 - 南西
- スノホミッシュ郡 - 西
- スカジット郡 - 北西

### 国立保護地域
- シェラン湖国立レクリエーション地域
- ノース・カスケード国立公園（部分）
- ウェナッチー国立の森（部分）

## 人口動態
以下は2000年の国勢調査による人口統計データである。
| 基礎データ - 人口: 66,616人 - 世帯数: 25,021 世帯 - 家族数: 17,364 家族 - 人口密度: 9人/km2（23人/mi2） - 住居数: 30,407 軒 - 住居密度: 4軒/km2（10/mi2） 人種別人口構成 - 白人: 83.63% - アフリカン・アメリカン: 0.26% - ネイティブ・アメリカン: 0.99% - アジア人: 0.68% - 太平洋諸島系: 0.12% - その他の人種: 12.19% - 混血: 2.14% - ヒスパニック・ラテン系: 19.26% 先祖による構成 - ドイツ系：16.9% - イギリス系：11.2% - アメリカ人：9.3% - アイルランド系：7.1% 第一言語による構成 - 英語：80.9% - スペイン語：18.1% 年齢別人口構成 - 18歳未満: 28.0% - 18-24歳: 8.3% - 25-44歳: 27.2% - 45-64歳: 22.7% - 65歳以上: 13.9% - 年齢の中央値: 36歳 - 性比（女性100人あたり男性の人口） - 総人口: 99.1 - 18歳以上: 96.8 | 世帯と家族（対世帯数） - 18歳未満の子供がいる: 34.5% - 結婚・同居している夫婦: 56.4% - 未婚・離婚・死別女性が世帯主: 8.7% - 非家族世帯: 30.6% - 単身世帯: 25.1% - 65歳以上の老人1人暮らし: 10.8% - 平均構成人数 - 世帯: 2.62人 - 家族: 3.14人 収入と家計 - 収入の中央値 - 世帯: 37,316米ドル - 家族: 46,293米ドル - 性別 - 男性: 35,065米ドル - 女性: 25,838米ドル - 人口1人あたり収入: 19,273米ドル - 貧困線以下 - 対人口: 12.4% - 対家族数: 8.8% - 18歳未満: 16.0% - 65歳以上: 7.4% |

## 統計上処理される自治体
下表は人口順の都市およびCDPとその人口である。
| - 1. ウェナッチー - 2. シェラン - 3. サニースロープ - 4. カシミア - 5. レブンワース - 6. サウスウェナッチー - 7. マンソン - 8. エンティアト - 9. シェランフォールズ |

## その他の町
- アップルヤード
- アーデンボワール

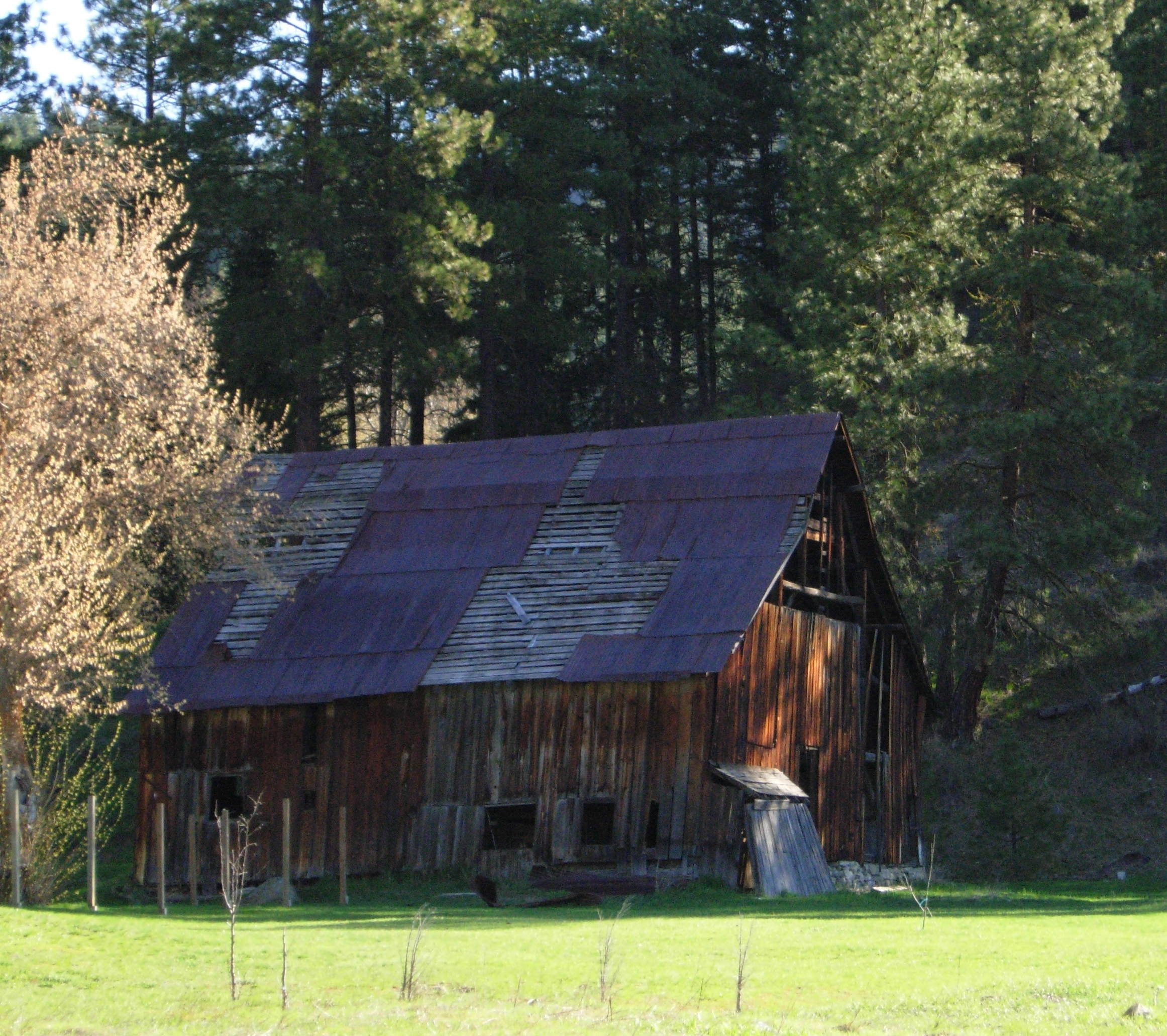
チャムスティックにある昔の納屋

- チワウカム 47°41'25"N 120°44'09"W;（郵便局が1896年-1912年にあった）
- チャムスティック
- ドライデン
- グラントロードアディション
- ホールデンビレッジ
- ケンロイ
- レイクサイド
- ルサーン
- マラガ
- メリット
- ミッションスクエア
- モニター
- ピアコット
- ペシャスティン
- プレイン
- ステーキン
- テルマ、47°50'35"N 120°48'56"W;（郵便局が1905年-1938年にあった）
- ウェナッチーハイツ
- ウィントン

## ゴーストタウン
- ブルーエット